# بيسكاو (سردشت)
بیسکاو (بالفارسية: بیسکاو) هي قرية تقع في إيران في قسم سردشت الريفي. يقدر عدد سكانها بـ 182 نسمة بحسب إحصاء 2016.